# دون روبنسون (لاعب دوري الرغبي)
دون روبنسون (بالإنجليزية: Don Robinson)‏ هو لاعب دوري الرغبي بريطاني، ولد في 4 يونيو 1932 في Pontefract ‏ في المملكة المتحدة، وتوفي في 27 مايو 2017.